# Kategoria e parë 2024/25
Die Kategoria e parë 2024/25 war die 77. Spielzeit der zweithöchsten albanischen Fußballliga und die 27. Saison unter diesem Namen. Sie begann am 24. August 2024 und endete am 20. April 2025. Im Anschluss fanden die Relegationsspiele für den Aufstieg und Abstieg statt.

## Modus
Die 12 Vereine der Kategoria e parë spielten in einer eingleisigen Liga jeweils drei Mal gegeneinander. Die beiden besten Mannschaften stiegen direkt in die Kategoria Superiore auf. Ein möglicher dritter Aufsteiger wurde zwischen dem Dritt- bis Sechstplatzierten und dem Achten der ersten Liga über die Aufstiegs-Relegation ermittelt.
Die letzten zwei Mannschaften stiegen direkt in die Kategoria e dytë ab. Der Neunte und Zehnte spielten in der Abstiegs-Relegation um den Klassenerhalt.

## Vereine
Abgestiegen aus der Kategoria Superiore 2023/24 sind KF Erzeni Shijak und FK Kukësi, aus der Kategoria e dytë sind KF Valbona Tropoja und KS Pogradeci.
| Verein              | Ort         | Stadion                         |
| ------------------- | ----------- | ------------------------------- |
| KF Apolonia Fier    | Fier        | Loni-Papuçiu-Stadion            |
| KS Besa Kavaja      | Kavaja      | Besa-Stadion                    |
| KS Burreli          | Burrel      | Liri-Ballabani-Stadion          |
| KF Erzeni Shijak    | Shijak      | Tofik-Jashari-Stadion           |
| KS Flamurtari Vlora | Vlora       | Flamurtari-Stadion              |
| KS Kastrioti Kruja  | Kruja       | Redi-Maloku-Stadion             |
| KS Korabi Peshkopi  | Peshkopia   | Stadiumi Korabi                 |
| FK Kukësi           | Kukës       | Zeqir-Ymeri-Stadion             |
| KS Lushnja          | Lushnja     | Abdurrahman-Roza-Haxhiu-Stadion |
| KS Pogradeci        | Pogradec    | Stadiumi Gjorgji Kyçyku         |
| FK Vora             | Vora        | Fusha Sportive Marqinet         |
| KF Valbona Tropoja  | Bajram Curr | Stadiumi Bajram Curr            |

## Abschlusstabelle
| Pl.                   | Verein                 | Sp. | S  | U  | N  | Tore    | Diff. | Punkte |
| --------------------- | ---------------------- | --- | -- | -- | -- | ------- | ----- | ------ |
| 1.                    | FK Vora                | 33  | 24 | 4  | 5  | 055:240 | +31   | 76     |
| 2.                    | KS Flamurtari Vlora    | 33  | 23 | 6  | 4  | 062:210 | +41   | 75     |
| 3.                    | KS Besa Kavaja         | 33  | 22 | 8  | 3  | 054:180 | +36   | 74     |
| 4.                    | KS Burreli             | 33  | 16 | 10 | 7  | 036:220 | +14   | 58     |
| 5.                    | KS Pogradeci (N)       | 33  | 14 | 7  | 12 | 033:350 | −2    | 49     |
| 6.                    | KF Apolonia Fier       | 33  | 11 | 12 | 10 | 045:320 | +13   | 45     |
| 7.                    | KS Lushnja             | 33  | 13 | 5  | 15 | 039:410 | −2    | 44     |
| 8.                    | KS Korabi Peshkopi     | 33  | 12 | 5  | 16 | 035:480 | −13   | 41     |
| 9.                    | KS Kastrioti Kruja     | 33  | 11 | 5  | 17 | 035:490 | −14   | 38     |
| 10.                   | FK Kukësi (A)          | 33  | 8  | 4  | 21 | 029:560 | −27   | 28     |
| 11.                   | KF Valbona Tropoja (N) | 33  | 3  | 7  | 23 | 029:590 | −30   | 16     |
| 12.                   | KF Erzeni Shijak (A)   | 33  | 2  | 5  | 26 | 016:630 | −47   | 11     |
| Stand: 22. April 2025 |                        |     |    |    |    |         |       |        |

Platzierungskriterien: 1. Punkte – 2. Direkter Vergleich (Punkte, Tordifferenz, geschossene Tore) – 3. Tordifferenz – 4. geschossene Tore

| (A) | Absteiger aus der Kategoria Superiore 2023/24: KF Erzeni Shijak, FK Kukësi       |
| (N) | Neuaufsteiger aus der Kategoria e dytë 2023/24: KF Valbona Tropoja, KS Pogradeci |

## Relegation

### Aufstieg
Viertelfinale
Der Dritte bzw. Vierte spielte gegen den Sechsten bzw. Fünften:
| Datum                |                | Ergebnis |                  |
| -------------------- | -------------- | -------- | ---------------- |
| 24. April 2025 15:00 | KS Besa Kavaja | 01:1 1   | KF Apolonia Fier |
| 24. April 2025 15:00 | KS Burreli     | 0:1      | KS Pogradeci     |

Halbfinale
Die beiden Sieger des Viertelfinals traten gegeneinander an:
| Datum                |                | Ergebnis |              |
| -------------------- | -------------- | -------- | ------------ |
| 28. April 2025 17:00 | KS Besa Kavaja | 0:1      | KS Pogradeci |

Finale
Der Sieger trat nun gegen den 8. der Kategoria Superione an. Der Sieger spielt in der Kategoria Superiore 2025/26:
| Datum             |           | Ergebnis |              |
| ----------------- | --------- | -------- | ------------ |
| 4. Mai 2025 18:00 | KF Tirana | 1:0      | KS Pogradeci |

### Abstieg
Der Neunte bzw. Zehnte spielte gegen die  Playoff-Sieger der Kategoria e dytë Gruppe A, bzw. Gruppe B.
| Datum                |                 | Ergebnis |                |
| -------------------- | --------------- | -------- | -------------- |
| 26. April 2025 16:00 | FK Kukësi       | 1:0      | KF Oriku       |
| 27. April 2025 15:00 | Kastrioti Kruje | 1:0      | KF Luz i Vogël |